# East Halton
East Halton är en ort och civil parish i Storbritannien.   Den ligger i kommunen North Lincolnshire och riksdelen England, i den sydöstra delen av landet, 240 km norr om huvudstaden London. East Halton ligger 11 meter över havet och antalet invånare är 604.
Terrängen runt East Halton är platt. Havet är nära East Halton åt nordost. Runt East Halton är det ganska tätbefolkat, med 192 invånare per kvadratkilometer. Närmaste större samhälle är Kingston upon Hull, 9,8 km norr om East Halton. Trakten runt East Halton består till största delen av jordbruksmark.